# Мещеряков, Константин Назарович
Константин Назарович Мещеряков (25 апреля 1904, с. Кочетовка Козловского уезда Тамбовской губернии (ныне Мичуринский район Тамбовской области) — 25 мая 1979) — советский инженер-механик, руководитель и организатор производства, лауреат Сталинской премии (1951), лауреат Государственной премии СССР (1970). Заслуженный деятель науки и техники РСФСР.

## Биография
Из крестьян. Рано заменил в многодетной семье отца, погибшего на фронтах Первой мировой войны.
Работал с 15 лет, был секретарём сельского Совета.
В 1923 — член волостного исполкома, в 1926 стал его председателем.
В 1928—1930 годах — председатель Никифоровского и Раненбургского районных исполкомов.
До 1932 года работал на различных выборных должностях. Заочно учился в Воронежском индустриальном институте, получил назначение на должность заместителя директора машиностроительного завода им. Коминтерна.
В 1932—1934 — начальник производственно-технического сектора Управления уполномоченного Народного комиссариата тяжёлой промышленности СССР по Центрально-Чернозёмной области (г. Воронеж).
Там же, в Воронеже, в январе 1941 года — директор первенца пятилеток завода «Электросигнал». В сентябре 1941 совместно с главным конструктором завода Ефимом Алексеевичем Левитиным  руководил эвакуацией оборудования и сотрудников завода в г. Новосибирск, где на новых площадках было создано новое предприятие — завод № 590 (в дальнейшем Новосибирский завод «Электросигнал»), директором которого он работал по 1943 год. Уже с декабря 1941 года этот завод стал выпускать радиопередатчики. Указом Президиума Верховного Совета СССР от 21.01.44 завод № 590 и его директор Мещеряков К. Н. были награждены орденом Ленина за образцовое выполнение заданий по оснащению радиосвязью авиации и танковых войск.
С июля 1942 заместитель наркома электропромышленности СССР, руководил группой заводов этого профиля в Сибири. Руководил также строительством в Восточной Сибири завода по производству реактивных систем полевой реактивной артиллерии, получивших название «Катюши».
С августа 1946 г с сохранением должности заместителя министра назначен начальником специального управления № 1, призванного обеспечить создание и ввод в эксплуатацию фазотрона на 680 мегаэлектронвольт в Дубне Московской области. Руководил строительством первого национального ядерного центра вместе с жилым городком.
Возглавил работы по созданию первой отечественной ядерной установки — мощного ускорителя заряженных частиц — синхроциклотрона.
С 1957 года начальник Управления, член коллегии Главного Управления по использованию атомной энергии при Совете Министров СССР.
В 1957 руководил работами по сооружению в городе Дубне Московской области отечественного синхрофазотрона, в 1959 принимал участие в создании ускорителя многозарядных ионов.
При его активном участии получил второе рождение ускоритель пучков дейтронов и тяжёлых ядер, вплоть до криптона. На нём лежала забота об оборудовании крупнейших ускорителей в Ереванском физическом институте, Харьковском физико-техническом институте, Институте теоретической и экспериментальной физики в Москве.
Кроме того, руководил сооружением уникального Серпуховского ускорителя протонов, запущенного 14 октября 1967 года, за что удостоился Государственной премии СССР.
В последнее время работал руководителем 18 Управления Минсредмаша СССР.

## Награды
- орден Ленина (трижды, 1944,),
- орден Трудового Красного Знамени (дважды),
- Сталинская премия (1951)
- Государственная премия СССР (1970).
- Заслуженный деятель науки и техники СССР